# Pere Serra
Pere Serra ou Pedro Serra é um pintor espanhol que trabalhou na Catalunha entre 1357 y 1406.
Vinha de uma família de pintores da Catalunha no século XIV. Era irmão de Jaume, Francesc e Joan. Influenciou-se pela Escola sienesa, típico do século XIV na Catalunha. Colaborou com seu irmão na realização do retábulo do Monastério de Sigena (Huesca), hoje no Museu Nacional de Arte da Catalunha em Barcelona.

## Galeria
Pinturas de Pere Serra
- Virgem (1340-70) no Museu Nacional de Arte Antiga, Lisboa
- Virgem dos Anjos (c. 1385) no MNAC, Barcelona
- Retábulo do Espírito Santo, Monastério de Sant Cugat del Vallès
- Retábulo do Monastério de Sant Llorenç de Morunys
- Retábulo do Pentecostes (1394) na Catedral de Manresa